# Goúra (Corinthe)
Goúra, en grec moderne : Γκούρα, est un village du dème des Sicyoniens, district régional de Corinthie, en Grèce.
Selon le recensement de 2011, la population du village s'élève à 231 habitants.